# Aotus lemurinus
L'aoto dal ventre grigio o aoto lemurino (Aotus lemurinus I. Géoffroy, 1843) è un primate platirrino della famiglia degli Aotidi.

## Distribuzione
Con tre sottospecie (Aotus lemurinus lemurinus, Aotus lemurinus griseimembra, Aotus lemurinus zonalis) quest'animale colonizza le aree subtropicali di una vasta area compresa fra Panama ed Argentina settentrionale.

## Descrizione

### Dimensioni
Misura un'ottantina di centimetri di lunghezza, di cui la coda costituisce i due terzi, per un peso che solitamente si aggira attorno al chilo.

### Aspetto
Il pelo è folto e lanoso e di colore grigiastro sul dorso, mentre l'area ventrale ha sfumature giallo-arancio. La coda, di colore nerastro con la punta più scura, non è prensile e viene tenuta rigida.

La testa è piccola e presenta due grandi occhi bruni dai riflessi rossastri, che ne rivelano le abitudini notturne: al di sopra degli occhi sono presenti due bande biancastre simili a sopracciglia, sopra le quali corrono tre bande nere. Un'ulteriore banda nera corre dalla fronte al naso.

Le zampe posteriori sono leggermente più lunghe rispetto a quelle anteriori: le mani presentano dita allungate e polpastrelli rigonfi.

## Biologia
Si tratta di animali notturni, che durante il giorno dormono in cavità dei tronchi d'albero o fra le liane, nel fitto del fogliame. Vivono in coppie o in gruppi familiari, composti da una coppia più due o tre cuccioli immaturi: i vari componenti del gruppo comunicano con tutta una serie di vocalizzazioni, mentre è assai rara l'attività di grooming, nonostante gli anulari delle mani siano dotati di artigli modificati a tale scopo. Ogni gruppo occupa un territorio assai ridotto, nell'ordine degli 0,1 km².

Essendo uno dei pochi primati soggetti al Plasmodium della malaria, è assai utilizzato nella ricerca biomedica.

### Alimentazione
Si nutrono prevalentemente di frutta, ma non disdegnano integrare la dieta con altro materiale vegetale (foglie, fiori, germogli, nettare) ed insetti: in cattività, catturano e mangiano anche piccoli mammiferi e nidiacei.

### Riproduzione
Le femmine hanno un ciclo dell'estro che si aggira fra i 15 ed i 20 giorni: nella fase del corteggiamento, il maschio e la femmina danno il via all'attività di grooming.

La gestazione dura circa quattro mesi, al termine dei quali viene dato alla luce un unico cuccio, o raramente due gemelli. È soprattutto il maschio a prendersi cura della prole, lasciandola alla femmina solo per la poppata. I giovani raggiungono la maturità sessuale attorno ai due anni e mezzo: resteranno tuttavia coi genitori ancora per un altro anno prima di allontanarsi.